# Anagallis arvensis
Anagallis arvensis (các tên thông thường tiếng Anh gồm scarlet pimpernel, red pimpernel, red chickweed, poorman's barometer, poor man's weather-glass, shepherd's weather glass và shepherd's clock) là một loài cây hàng năm, thành viên của họ Primulaceae. Phạm vi phân bố bản địa của chúng là châu Âu, Tây Nam Á, và Bắc Phi. Loài này được phân phối rộng rãi bởi con người, vô tình là một loài hoa làm cảnh. A. arvensis hiện sinh sống gần như toàn cầu, sinh sống ở cả châu Mỹ, Trung và Đông Á, Tiểu lục địa Ấn Độ, Malesia, các Quần đảo Thái Bình Dương, Australasia và Nam Phi.